# Erdélyi Balázs (építész)
Erdélyi Balázs (Budapest, 1950. augusztus 13.) magyar építész, régész, egyetemi tanár, szakíró.

## Életpálya
Dédapja Erdélyi János költő, nagynénjei a Kossuth-díjas Erdélyi Zsuzsanna folklorista és a Magyar Köztársasági Érdemrend tisztikeresztjével díjazott T. Erdélyi Ilona irodalomtörténész.
Csupán pár hónapos volt, amikor szüleit, nagyszüleit és testvérét kitelepítették az Alföldre. Később visszatértek Budapestre, 1968-ban a szentendrei Ferences Gimnáziumban szerzett érettségi bizonyítványt. Osztályidegenként nem vették fel elsőre az egyetemre, így a Magyar Hajó- és Darugyár újpesti gyáregységében dolgozott mint segédmunkás. Itt ismerkedett meg az anyagok finom formázhatóságával.
1970-ben felvették a Budapesti Műszaki Egyetem Építészmérnöki Karára, ahol 1975-ben diplomázott. Diplomamunkája a szentendrei Szamár-hegy városépítészeti revitalizációja volt.
Az egyetemi diploma megszerzése után a Magyar Tudományos Akadémián és a Budapesti Műszaki Egyetemen dolgozott. Óraadóként Petró Bálint vezetése alatt az Épületszerkezeti Tanszéken, majd Farkasdy Zoltán alatt a Középülettervezési Tanszéken tanított. 1985-től egészen 1991-ig Tapolca város főépítésze volt. Hozzá köthető:
- a belváros rehabilitációja, a hagyományos kisvárosi szövet megtartása (Deák Ferenc utca új két szintes társasházi beépítések);
- Marton László tapolcai szobrászművész köztéri szobrainak elhelyezése;
- a tapolcai tópart környezetének átalakítása, a Fő tér 12. szám alatti parkosítás, átjáró kialakítása;
- a tapolcai romkert kialakítása, műemléki helyreállítási terve;
- új köztemető létesítése.

A rendszerváltást követően 1991-ben megalapította építészirodáját, mely a mai napig működik. Építészetére jellemző a regionalista, a környezetére reflektáló, hagyományos elemeket felhasználó modern, egyedi megjelenés.
2000-ben Mexikó legnagyobb egyetemének, az Universidad Nacional Autónoma de Méxiconak meghívott előadója volt. Az 1990-es évek végén a szombathelyi főiskolán működött mint óraadó.

## Publikációk

### Magyar építészeti magazinokban megjelent épületek
- Ház a hegytetőn, Veranda magazin, 2011. VI. évf. 6. szám
- Kényelem és elegancia Velencén, Veranda magazin, 2011. VI. évf. 5. szám
- Báj és elegancia a szigligeti szőlőskertben, Veranda magazin, 2011. VI. évf. 3. szám
- Szeremley Huba verandája, Veranda magazin, 2011. VI. évf. 2. szám
- A hely szelleme: a bor szeretete, Veranda magazin, 2011. VI. évf. 1. szám
- Nádfedeles romantika, Cserszegtomaj, Családi Ház, 2005. június
- Bárányfelhők közelében, Szigliget, Családi Ház, 2003. augusztus
- Kétszáz éves ház Nagykovácsiban, Családi Ház, 2001. április
- Lakóház nagycsaládosoknak, Szentbékálla, Családi Ház magazin
- Művészlakás Szigligeten, Szép Házak, 1993. 1. szám
- Régi falak között Sümegen, Szép Házak, 1992. 4. szám
- Múltidéző, Délután magazin, 2006. IV. évf. 9. szám
- A Balaton-parton, Délután magazin, 2005. III. évf. 10. szám
- "Fürdőház" a Balatonnál, Délután magazin, 2004. II. évf. 9. szám
- Balaton parti csendélet, Délután magazin, 2004. II. évf. 1. szám

### Külföldi és tudományos publikációk
- Die Höhlenklöster von Diwnogore. In: MittArchInst 7. (1977) 75-83. Budapest, 1987
- 70 éves a kolozsvári egyetemi könyvtár épülete /The university library building in Kolozsvár is 70 years old/. In: Könyvtári Figyelő 1979/6. 575
- A kora középkori és kora Árpád-kori félig földbe ásott falusi lakóépületek feldolgozásának szegélylyukkartonra alkalmazott kódrendszere /Marginal Punch-Card Code System of Processing the Early Mediaeval and Early Árpádian Half-Soil-embedded Huts/. In: Építés- Építészettudomány. XI. 1-2. 49-54. Budapest, 1979
- Modern régészet / Modern archeology/. In: Magyar Tudomány 1980/2. 130-134.
- Castra in Sarmatia. A Roman Military Camp in the Great Hungarian  Plain? In: Archeologia Classica, Vol.XXXIII. 345-350. Roma, 1984
- A magyarországi régészeti légi fényképezés története és a Szent György-hegyi kolostorrom/The history of the hungarian archeological aerial photography and the ruins of monastery on Hill Szent György/. In: A Veszprém Megyei Múzeumok Közleményei 17/1984. 273-280. Veszprém, 1985
- Thermoluminescence Dating of some Hungarian Medieval Churches. In: Periodica Polytechnica/Chemical Engineering Vol.28. Nos.3-4. 263-272. Budapest, 1984/1985
- Die Rolle der TL-Altersbestimmung in der vorausgehenden Forschung der Restaurirung der historischen Baudenkmäler. In: Berliner Beiträge zur Archäometrie, Band 10. 131-137. Berlin, 1988
- Thermoluminescence dating of the „Mas de Valero” site (Formiche Bajo, Teruel, Spain). In: ARCHAEOMETRY Proceedings of the 25th International Symposium, Edited by Y.Maniatis. 27-33. Amsterdam-Oxford-New York-Tokyo, 1989
- Prospecting of a Roman Castrum in Sarmatia from Discovery to Excavation. Proceedings of the 26th International Archaeometry Symposium. 133-138. Archaeometry Laboratory, University of Toronto. Toronto, Ontario, Canada, 1988
- A tapolcai templom-domb (Plébániakert) neolitikus településrétegének termolumineszcens korhatározása/Thermoluminescence dating of the neolithic settlement of Churchill in Tapolca/. In: A Tapolcai Városi Múzeum Közleményei I. 1989. 131-134. Tapolca, 1990
- Ethnical and interethnical symbols in architecture. Papers from the EAA Third Annual Meeting at Ravenna 1997. Vol. I.264-265. In: BAR International Series 717. Oxford, 1998
- Régészeti célú légifényképezés/ Archeological aerial photography/. In: A régésztechnikus kézikönyve I. 37-50. Szombathely, 1998 (coursebook in university)
- Termolumineszcens kormeghatározás/Thermoluminescence Dating/ In: A régésztechnikus kézikönyve 349-355. Szombathely, 1998 (coursebook in university)
- Autenticity Research by Thermoluminescent Method of some Works of Art with Unknown Condition of Finding from the Antique Selection of Museum of Fine Arts. In: Archaeometrical Research in Hungary II. 53-55- Budapest-Kaposvár-Veszprém, 1998
- Data to the Chronology of the History of a Settlement: Thermoluminescent Dating of Tapolca Churchill. In: Archaeometrical Research in Hungary II. 57-60. Budapest-Kaposvár-Veszprém, 1998
- A majackojei (Oroszország) ásatások építészeti eredményei/The architectural results of excavations in Majackoje (Russia)/. In: Kőrösi Csoma Sándor és a magyarság keleti eredete, 312-324. Sepsiszentgyörgy, 2000
- Avar keresztények – keresztény avarok/Avar christians – christian Avars/. In: Kőrösi Csoma Sándor és magyar mítoszaink, 113-121. Sepsiszentgyörgy, 2002

## Válogatott munkái
- Tihanyi posta terve, 1988
- Tapolcai templomkert műemléki kialakítása, 1988
- Művészlak Szigligeten, 1990
- Ház a várfalak alatt, Sümeg, 1991
- Körpanorámás nyaraló Szigligeten, 1996
- Középkori ház Nagykovácsiban, 1997
- Borászat, Lesencetomaj, 1997
- Nádfedeles romantika Cserszegtomajon, 2000
- Szeremley borház, Badacsony, 2001
- Kastélyrekonstrukció, Uraiújfalu, 2005
- Szent Margit templom, Tapolca 2009
- Présház és nyaraló rekonstrukciója, 2009
- Arccal a Balatonnak, lakóház Szigligeten, 2011